# Esfangareh
Esfangareh (persiska: اسفنگره) är en ort i Iran.   Den ligger i provinsen Östazarbaijan, i den nordvästra delen av landet, 500 km nordväst om huvudstaden Teheran. Esfangareh ligger 2 016 meter över havet och antalet invånare är 108.
Terrängen runt Esfangareh är huvudsakligen kuperad, men den allra närmaste omgivningen är platt.Runt Esfangareh är det ganska glesbefolkat, med 43 invånare per kvadratkilometer. Närmaste större samhälle är Bostānābād, 15,8 km öster om Esfangareh. Trakten runt Esfangareh består i huvudsak av gräsmarker.